# Accad

Mapa del Pròxim Orient que mostra l'extensió de l'Imperi accadi i l'àrea general on es trobava Accad

Accad (cuneiforme, 𒌵𒆠 URIKI) va ser una ciutat fundada cap al 2340 aC per Sargon.

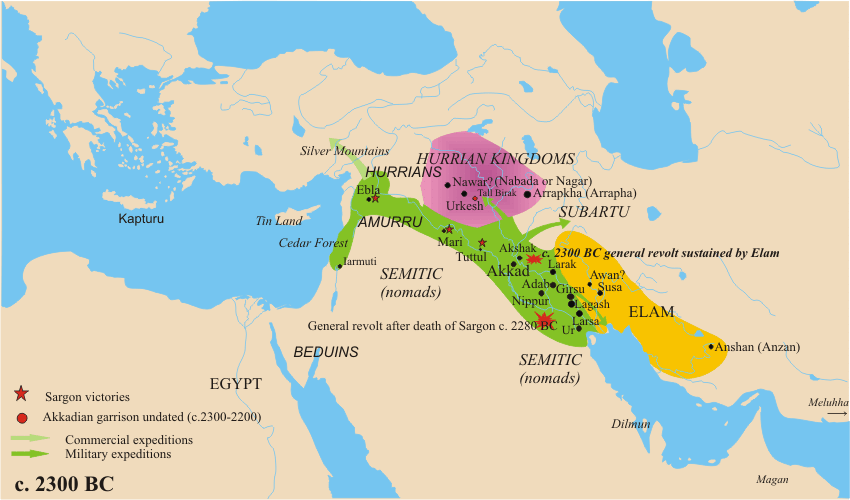
Orient mitjà cap al 2300 aC

Era la capital de l'Imperi accadi, que va tenir l'hegemonia de Mesopotàmia durant un període de 150 anys, al final del tercer mil·lenni aC. Mai no s'ha trobat el seu emplaçament, que se suposa era a l'est del Tigris, prop de Samarra, de Kix o potser de Bagdad. Abans del desxiframent de l'escriptura cuneïforme al segle xix només es coneixia Accad per una referència al llibre del Gènesi, on se l'anomena אַכַּד (ʾĂkăḏ), en una llista de ciutats del reialme de Nimrod.
La inscripció que porta l'Estàtua de Bassetki fa referència a l'edificació d'un temple dedicat a Naram-Sin pels habitants de la ciutat d'Accad, després que el rei aixafés una rebel·lió de la població contra el seu govern.
Cap al 2159 aC, va ser ocupada i destruïda pels gutis i després el territori de la ciutat va seguir la història general de Mesopotàmia i la ciutat ja no va tornar a recuperar-se.

## Reis
- Sargon 2340-2284 aC
- Rimuix (fill) 2284-2275 aC
- Manixtuixu (germà) 2275-2260 aC
- Naram-Sin 2260-2223 aC
- Xar-Kali-Xarri 2223-2198 aC
- Irgigi 2198-2195 aC
- Nanum 2198-2195 aC
- Imi 2198-2195 aC
- Elulumeix (probablement Elulu, rei dels gutis 2186-2180 aC) cap al 2185 aC
- Dudu 2195-2174 aC
- Xu-Durul 2174-2159 aC

Els gutis van prendre el poder a Accad l'any 2159 aC